# أوري لويوليانسكي
أوري لوبوليانسكي (بالعبرية: אורי לופוליאנסקי) (مواليد 1951) هو رئيس بلدية القدس في الفترة ما بين 2003-2008 ومؤسس منظمة ياد سارة.

## سيرة شخصية
ولد لوبوليانسكي عام 1951 في حيفا بإسرائيل ودرس في مدرسة يفنه في حيفا ثم حضر مدرسة يشيفات هنيغيف. خدم في الجيش الإسرائيلي كمسعف وعمل كمدرس في مدرسة دينية في القدس. لوبوليانسكي متزوج من ميشال لوبوليانسكي (شنيلر)، حفيدة الحاخام إيزاك بروير. لديهم 12 طفلا.

## الحياة السياسية
كان لوبوليانسكي نائبًا للعمدة ورئيسًا للجنة التخطيط والبناء ومسؤولًا عن محفظة الخدمات العائلية والمجتمع. كان عضواً في لجنة البناء والتخطيط الوطنية ولجنة تطوير الأماكن المقدسة. لوبوليانسكي هو عضو في حزب دجلة هتوراه الذي شارك في الانتخابات مع أغودات إسرائيل في حزب موحد يدعى يهودية التوراة المتحدة. في الانتخابات البلدية لعام 2003، ترشح لوبوليانسكي لمنصب العمدة بموجب بطاقة يهودية التوراة المتحدة. كان هذا جزءًا من صفقة تناوب ذكرت أنه في الانتخابات القادمة، ستقوم التذكرة بترشيح مرشح من أغودات إسرائيل. انتخب في 6 يونيو 2003، بعد أن خدم في مجلس مدينة القدس من عام 1989.

## مصطلح البلدية
ولجذب الطلاب إلى مؤسسات التعليم العالي في القدس، افتتح لوبليانسكي «حزمة لوبوليانسكي» التي تقدم إعانات خاصة وإعانات الإسكان لطلاب الجامعات الذين يستأجرون شققًا في وسط المدينة. كما يحق للعاملين في التكنولوجيا العالية الذين يختارون العيش والعمل في القدس الحصول على منحة شهرية لتغطية جزء من نفقات معيشتهم. اتهم لوبليانسكي بتفضيل اليهود للخدمة المدنية على العرب، وبترتيب قرارات البلدية على آرائه الدينية. خلال فترة توليه منصب العمدة، اشتبك لوبليانسكي مع مجتمع المثليين والسحاقيات الإسرائيليين لمحاولة إيقاف أو تغيير مكان مسيرة الكبرياء السنوية للمثليين في القدس.